# Departamento Susques
Das Departamento Susques liegt im Südwesten der Provinz Jujuy im Nordwesten Argentiniens und ist eine von 16 Verwaltungseinheiten der Provinz.
Susques ist das flächenmäßig größte Departamento der Provinz Jujuy mit einer Ausdehnung von 9.199 km², hat aber nur 3.628 Einwohner (2001, INDEC) und damit eine Bevölkerungsdichte von 0,4 Einw./km². Laut INDEC stieg die Bevölkerung bis zum Jahre 2005 auf 3.743 Einwohner. Das Departamento Susques wurde 1943, nach der Auflösung der Gobernación de Los Andes, in die Provinz Jujuy eingegliedert.
In diesem Departamento befindet sich der Paso de Jama, eine ganzjährig befahrbare und in Argentinien durchgängig asphaltierte Passstraße nach Chile.
Die Municipios (Gemeinden) und Comisiones Municipales des Departamento Susques sind:
- El Toro
- Huancar
- Olaroz Chico
- Sey
- Pastos Chicos
- Catua
- Coranzuli
- San Juan de Quillaques
- Mina Providencia
- Susques
- Olaroz Grande
- Tanques
- El Codo
- Olacapato
- El Rosal
- Turilari

Koordinaten: 23° 24′ S, 66° 24′ W